# Padeim
Der Padeim im Landkreis Tilsit-Ragnit war ein verlandender Teich mit großer Artenvielfalt.

## Lage und Entstehung
Der Padeim war ein Restgewässer vom Urdelta der  Memel, das sich nach der Eindeichung des linken Memelufers von Splitter bis Kalwen gebildet hatte. Von Splitter zur Enklave Kaltecken zog sich eine kleine Erhebung von 12 bis 15 Meter Höhe. Am letzten Drittel dieses Höhenzuges lag der Padeim. Eingebettet von 2 bis 3 m hohen Böschungen, war er etwa 2000 m lang und 40–60 m breit. Die Wasserfläche betrug etwa 5 Hektar, die durchschnittliche Tiefe gut 2 Meter. Das Ost- und Westende des Teiches hatten einen Verbindungsgraben, der in ganz langsamer Fließgeschwindigkeit von Kaltecken über einige Quergräben zur Anmuth bei Preußenhof floss. Die Anmuth ähnelte dem Padeim.
Mitte der 1930er Jahre wurde der Wasserspiegel des Padeims durch ein überregionales Entwässerungsprogramm um 50 Zentimeter abgesenkt. Besonders im Ostteil des Teiches standen Röhrichtpflanzen so dicht, dass mit Kähnen kaum  hindurchzukommen war. Auf der Nordseite des Padeims lag ein Fahrweg mit einzelnen Gehöften. Zur Badestelle am Südufer führte nur ein Trampelpfad.

### Flora
Der Padeim war zu einem Drittel mit Wasserpflanzen bedeckt, überwiegend mit gelben und weißen Seerosen sowie mit Krebsschere, Kalmus, Röhricht, Binsen und Schachtelhalm. Es gab auch Sumpf-Schwertlilien in Gelb und Blau, Sumpfdotterblumen und Vergissmeinnicht. An den Böschungen wuchsen die seltensten Gräser und Pflanzen, u. a. Zittergras, Kuckucks-Lichtnelken, Wollgras, Knabenkraut, Schlangen-Bärlapp, Maßliebchen, Fieberklee und Weißwurz, an den Ufern Echte Trauerweiden.

### Fauna
Dem Pflanzenreichtum entsprach die Kleintierwelt. Unter den Insekten fielen die Libellen auf, besonders die glänzenden Smaragdlibellen, die Moosjungfern und die etwas größeren Westlichen Keiljungfern. Neben Entenvögeln und Haubentauchern lebten Singvögel in den Röhrichten. Am häufigsten waren Rohrdommeln, Teichrohrsänger und Bachstelzen.
Unter den Fischen waren Plötze, Rotfedern, Karausche, Brassen, Barsche, Hechte, Schleie, Aale. Am schlammigen Gewässergrund lebten viele Große Teichmuscheln.

## Quelle
- Alfred Pipien: Der Padeim – ein Naturparadies an der Memel. Tilsiter Rundbrief 17 (1987/88), S. 56–58